# Curgere Stefan
Curgerea Stefan este un fenomen de transport care se referă la mișcarea unei specii chimice într-un fluid in miscare indusă de transferul de interfață. A fost studiată de Joseph Stefan pornind de la calculul vitezei de evaporare.